# Dianna Agron
Dianna Elise Agron (født 30. april 1986) er en amerikansk skuespiller- og sangerinde, der bl.a. kendes for sin rolle som Quinn Fabray i tv-serien Glee.

## Filmografi
| Film      | Film                  | Film            | Film                                                                                    |
| År        | Film                  | Rolle           | Bemærkninger                                                                            |
| --------- | --------------------- | --------------- | --------------------------------------------------------------------------------------- |
| 2007      | TKO                   | Dyanna          |                                                                                         |
| 2007      | Skid Marks            | Megan           |                                                                                         |
| 2009      | A Fuchsia Elephant    | Charlotte Hill  | Producerede, instruerede og skrev filmmanuskriptet.                                     |
| 2009      | Dinner With Raphael   | Dyanna          |                                                                                         |
| 2009      | Celebrities Anonymous | Sadie           |                                                                                         |
| 2010      | The Romantics         | Minnow          | Post-production                                                                         |
| 2010      | Bold Native           | Samantha        | Post-production                                                                         |
| 2011      | I Am Number Four      | Sarah Hart      | Pre-production                                                                          |
| 2013      | The Family            | Belle Blake     |                                                                                         |
| Fjernsyn  |                       |                 |                                                                                         |
| År        | Titel                 | Rolle           | Bemærkninger                                                                            |
| 2006      | CSI: NY               | Jessica Gunn    | Episode: "Murder Sings the Blues"                                                       |
| 2006      | Drake & Josh          | Lexi            | Episode: "The Great Doheny"                                                             |
| 2006      | Shark                 | Gia Mellon      | Episode: "Love Triangle"                                                                |
| 2006      | Veronica Mars         | Jenny Budosh    | 3 episoder                                                                              |
| 2007      | Heroes                | Debbie Marshall | 4 episoder                                                                              |
| 2007      | It's a Mall World     | Harper          | 15 episoder                                                                             |
| 2008      | Numbers               | Kelly Rand      | Episode: "Jack of All Trades"                                                           |
| 2009-2015 | Glee                  | Quinn Fabray    | Screen Actors Guild Award for Outstanding Performance by an Ensemble in a Comedy Series |

## High schoolliv
Dianna gik på Burlingame High School, som går meget op i drama og hvert år opfører to teaterstykker (de holder den første efteråret og den anden foråret). I 2004 viste de Grease hvor Dianna spillede Marty.